# مارك كاران
مارك كاران (بالإنجليزية: Mark Karan)‏ هو موسيقي وعازف قيثارة أمريكي، ولد في القرن العشرين.

## وصلات خارجية
- مارك كاران على موقع ميوزك برينز (الإنجليزية)
- مارك كاران على موقع ديسكوغز (الإنجليزية)